# Мансуров, Валерий Андреевич
Вале́рий Андре́евич Ма́нсуров (род. 26 августа 1937 года, Киров, СССР) — советский и российский социолог. Специалист в области методологии и методики социологических исследований, социологии профессий и профессиональных групп, молодежи и интеллигенции, СМИ и общественного мнения. Доктор философских наук, профессор. Президент Российского общества социологов, заместитель директора Института социологии РАН по международным связям. Почётный доктор Института социологии РАН

## Биография
Родился 26 августа 1937 год в Кирове.
Свой трудовой путь в науке начинал преподавателем кафедры марксистско-ленинской философии и научного коммунизма Кировского политехнического института (ныне Вятский государственный университет).
В 1970 году защитил диссертацию на соискание учёной степени кандидата философских наук по теме «Проблемы и методы исследований средств массовой коммуникации в США».
В 1982 году защитил диссертацию на соискание учёной степени доктора философских наук по теме «Проблемы развития личности в социалистическом обществе».
С 1985 года — заведующий сектором социологии профессий и профессиональных групп Института социологии РАН.
С 1995 года — директор Центра оперативных и прикладных исследований Института социологии РАН, (ныне — Сектор оперативных и прикладных исследований).
Профессор и заведующий кафедрой факультета социологии Государственного университета гуманитарных наук.
Профессор кафедры социологии Российского государственного социального университета.
Участник Всемирных социологических конгрессов, Европейских социологических конференций, ежегодных конференций WAPOR/ESOMAR.
Автор более 220 научных работ, в том числе 8 монографий.

## Исследовательская деятельность
Руководитель исследовательских проектов: «Жизненные планы молодёжи» (1960); «Социальная активность советской молодёжи» (1970—1985); «Классовая структура и классовое сознание» (1991); советско-финский проект «Образ соседа» (1990); «Интеллигенция в меняющемся обществе» (1985—1990); «Российские врачи: отношения и стратегия адаптации к новой ситуации» (1998—2000), «Динамика социального и профессионального статуса специалистов традиционной медицины в изменяющейся России» (2005—2008), «Инженерные династии России» (РГНФ) (2015—2017), «Профессиональные династии как социальный механизм воспроизводства профессиональных групп (РФФИ)» (2018—2020).

## Членство в научных организациях
С 1998 года — Президент Российского общества социологов.
Руководитель Исследовательского комитета Российского общества социологов (ИК РОС) «Социология профессий и профессиональных групп».
Член Национального совета Международной социологической ассоциации.
Член Всемирной социологической ассоциации и Всемирной ассоциации изучения общественного мнения.

## Научные труды
С некоторыми работами Мансурова В. А. можно ознакомиться на официальном сайте Института социологии РАН (ко многим из них есть полный текст).

### Монографии
- Барбакова К. Г. , Мансуров В. А. Интеллигенция и власть: динамика взаимодействия. — Курган, 2007. ISBN 5-94221-082-9
- Профессиональные группы: динамика и трансформация / Под ред. В. А. Мансурова. — М.: Изд-во Института социологии РАН, 2009. — 419 с. ISBN 978-5-89697-177-1
- Мансуров В. А., Юрченко О. В. Конструирование новых статусных позиций в процессе профессионализации // Модернизация социальной структуры российского общества / Отв. ред. З. Т. Голенкова. — М.: Институт социологии РАН, 2008. С. 139—156.ISBN 978-5-89697-150-4

### Статьи
- Мансуров В. А., Семёнова Л. А. О материальном положении россиян // Мир России. — 1996. — Т. V. — № 3. — С. 179—182.
- Мансуров В. А., Семёнова Л. А. Некоторые тенденции в развитии профессиональных групп российской интеллигенции // Россия трансформирующееся общество / Под редакцией В. А. Ядова. — М.: Издательство «КАНОН-пресс-Ц», 2001. — C. 284—302. ISBN 5-93354-008-0
- Мансуров В. А. Российские социологи в Хельсинки // Социологические исследования. — 2002. — № 1
- Мансуров В. А., Семёнова Л. А., Корсунская М. В. [ Массовая пресса о теракте в Москве: опыт case-study] // Россия реформирующаяся: Ежегодник — 2003 / Отв. ред. Л. М. Дробижева. — М.: Институт социологии РАН, 2003. — С. 450—483.
- Мансуров В. А., Юрченко О. В. Перспективы профессионализации российских врачей в реформирующемся обществе // Россия реформирующаяся: Ежегодник — 2004 / Отв. ред. Л. М. Дробижева. — М.: Институт социологии РАН, 2004. — С. 61-79. ISBN 5-89697-098-6
- Мансуров В. А., Юрченко О. В. Перспективы профессионализации российских врачей в реформирующемся обществе // Социологические исследования. — 2005. — № 1.
- Зборовский Г. Е., Мансуров В. А. «Переосмысливая неравенство» // Социологические исследования. — 2006. — № 7.
- Мансуров В. А., Семёнова Л. А. «Московский комсомолец»: контент-анализ публикаций о терактах 2004 года и терроризме (недоступная ссылка) // Социологические исследования. — 2007. — № 8.
- Мансуров В. А. Конференция ЕСА // Социологические исследования. — 2008. — № 2.
- Мансуров В. А., Юрченко О. В. Конструирование новых статусных позиций в процессе профессионализации // Модернизация социальной структуры российского общества / Отв. ред. З. Т. Голенкова. — М.: Институт социологии РАН, 2008. — С. 139—156. SBN 978-5-89697-150-4
- Мансуров В. А., Юрченко О. В. Социология профессий. История, методология и практика исследований // Социологические исследования. — 2009. — № 8.
- Мансуров В. А., Юрченко О. В. Социология профессий: становление дисциплины и перспективы её развития. // Профессиональные группы: динамика и трансформация / Под ред. В. А. Мансурова. — М.: Изд-во Института социологии РАН, 2009. — 419 с. ISBN 978-5-89697-177-1
- Мансуров В. А. Российское участие в конгрессе // Вестник Института социологии. — 2010. — № 1. — C. 394—396.
- Мансуров В. А., Юрченко О. В. Профессиональная идеология альтруизма российских врачей // Вестник Института социологии. — 2010. — № 1. — C. 397—410.
- Mansurov, V. A., Yurchenko O. V. The Dynamics of Status and Professional Values of Russian Doctors at the Time of Health Care Reforms // Russian Sociology in Turbulent Times / Ed. by V.A. Mansurov. — Moscow: RSS, 2011, pp. 682–705. 1 CD ROM
- Mansurov, V. A., Yurchenko O. V. The Anglo-American and Russian Sociology of Professions: Comparisons and Perspectives // Russian Sociology in Turbulent Times / Ed. by V.A. Mansurov. — Moscow: RSS, 2011, pp. 54–68. 1 CD ROM
- Мансуров В. А., Юрченко О. В. Социология профессиональных групп: история становления и перспективы // Вестник Института социологии. 2013. № 7.

### Редакция
- Социальная динамика и трансформация профессиональных групп в современном обществе / Под ред. В. А. Мансурова. — М.: Изд-во Института социологи РАН, 2007. — 290 с. ISBN 978-5-89697-122-1
- Профессиональные группы: динамика и трансформация / Под ред. В. А. Мансурова. — М.: Изд-во Института социологии РАН, 2009. — 419 с. ISBN 978-5-89697-177-1
- European Society or European Societies: a View from Russia / Ed. by V.A. Mansurov. — M: Maska, 2009. — 500 p. ISBN 978-5-91146-210-9
- Russian Sociology on the Move / Ed. by V.A. Mansurov. — Moscow: RSS, 2010 ISBN 978-5-904804-01-5
- Russian Sociology in Turbulent Times / Ed. by V.A. Mansurov. — Moscow: RSS, 2011. 904 pp. 1 CD ROM ISBN 978-5-904804-05-3
- Профессионалы в эпоху реформ: динамика идеологии, статуса и ценностей. Коллективная монография / Под ред. В. А. Мансурова. — М.: ИС РАН, РОС, 2013. — 315 с. ISBN 978-5-89697-237-2

### Доклады конференций
- Mansurov V., O. Yurchenko. Sociology of Professional Groups in Russia: History and Reality. // Французско-российская научная конференция " Les professions dans le droit et dans la société en France et en Russie ", 17-19 декабря 2012, Версаль-Париж.
- Мансуров В. А., Юрченко О. В. Альтруизм как профессиональная идеология российских врачей. // Всероссийская научная конференция "Социология медицины: наука и практика. Москва, 26-27 апреля 2012.
- Мансуров В. А., Юрченко О. В. Альтруизм: принцип деятельности или профессиональная идеология. // XIV Международная научная конференция («Байкальская встреча») «Современная интеллигенция: проблемы социальной идентификации», 18-21 июня 2012, Улан-Удэ.
- Мансуров В. А. Население и закон. // IV Орловские социологические чтения «Управление в условиях динамично развивающегося общества».
- Мансуров В. А. Новые информационные технологии и социология. // «Современное общество: вопросы теории, методологии, методы социальных исследований». Файнбургские чтения, Пермь, 20-21 ноября 2012 г.
- Mansurov V. Sociology in Modern Russia-Paper presentation on the session Sociology in post-Soviet countries: Myth or Reality? // 40th World Congress of the International Institute of Sociology, Delhi, India, 16-19.02.2012.

### Дополнительная информация
В 2004 году являлся рецензентом «Большой Тюменской энциклопедии».